# 成松大介
成松大介（日语：／ Narimatsu Daisuke，1989年12月14日—），熊本縣出身，日本男子拳击运动员，2015年亚洲业余拳击锦标赛男子60公斤级铜牌得主、2018年亚洲运动会男子64公斤级铜牌得主。